# Erie (Colorado)
Pour les articles homonymes, voir Erie.
Erie est une ville américaine située dans les comtés de Boulder et de Weld, dans le Colorado.
Selon le recensement de 2010, Erie compte 18 135 habitants, parmi eux 9 787 résident dans le comté de Weld et 8 348 dans celui de Boulder. La municipalité s'étend sur 17,31 milles carrés (44,83 km2), dont 12,51 milles carrés (32,4 km2) dans le comté de Weld.
La ville doit son nom à R. J. Van Valkenburg, arrivé de la ville d'Érié en Pennsylvanie en 1873.

## Démographie
| 1880 | 1890 | 1900 | 1910 | 1920 | 1930 |
| ---- | ---- | ---- | ---- | ---- | ---- |
| 358  | 662  | 697  | 596  | 697  | 930  |

| 1940  | 1950 | 1960 | 1970  | 1980  | 1990  |
| ----- | ---- | ---- | ----- | ----- | ----- |
| 1 019 | 937  | 875  | 1 090 | 1 254 | 1 258 |

| 2000  | 2010   | - | - | - | - |
| ----- | ------ | - | - | - | - |
| 6 291 | 18 135 | - | - | - | - |